# 月野瀬温泉
月野瀬温泉（つきのせおんせん）は、和歌山県東牟婁郡古座川町（旧国紀伊国）にある温泉。「月の瀬温泉」の表記もみられる。

## 泉質
- アルカリ性単純泉
  - 源泉温度37.9℃

## 温泉街
温泉宿は1軒のみで古座川町の町有宿泊施設「ぼたん荘」がある。この町有宿泊施設は1996年（平成8年）に整備された施設で、一般社団法人「古座川ふるさと振興公社」が「南紀月の瀬温泉ぼたん荘」として運営していたが経営が悪化し、指定の取り消しの申出を受けて2023年（令和5年）3月31日でいったん営業を終了した。
「ぼたん荘」は客室などの改修後、2024年（令和6年）10月から東京都の経営コンサルタント企業である楽帆（らくはん）が指定管理者となり運営を再開することになった。

## 周辺
- 古座峡
- 古座川の一枚岩
- 道の駅一枚岩

## アクセス
- 鉄道 : JR紀勢本線古座駅下車、タクシーで10分。